# Kamienica przy ulicy Kościuszki 49 w Katowicach
Kamienica przy ulicy Tadeusza Kościuszki 49 w Katowicach – kamienica mieszkalno-handlowa, położona w Katowicach-Śródmieściu przy ulicy Tadeusza Kościuszki 49.
Kamienica powstała w 1913 roku w stylu modernistycznym. Wybudowała ją firma budowlana Josefa Kutza wg projektu Alberta Köhlego (wg danych Śląskiego Wojewódzkiego Konserwatora Zabytków kamienicę zaprojektował Joseph Kurz) dla restauratora Emila Michallika i jego żony Johanny. W 1929 roku firma „Karpaty” zainstalowała tutaj niewielką stację benzynową.
Wpisana została ona do rejestru zabytków w dniu 21 sierpnia 1997 roku pod numerem A/1646/97, a ochrona objęty został cały budynek. W dniu 23 marca 2012 roku kamienicę stała się częścią wpisanego wówczas do rejestru zabytków historycznego układu urbanistycznego południowego Śródmieścia Katowic.
W 2002 roku kamienica została zmodernizowana. Powierzchnia zabudowy kamienicy wynosi 448 m². Posiada ona cztery kondygnacje. Pod koniec grudnia 2021 roku w systemie REGON pod tym adresem zarejestrowanych było 16 aktywnych podmiotów gospodarczych.